# 더 데저트 오브 더 타타스
더 데저트 오브 더 타타스(Il deserto dei tartari, The Desert of the Tartars)는 프랑스에서 제작된 발레리오 추를리니 감독의 1976년 드라마 영화이다. 비토리오 가스만 등이 주연으로 출연하였다.

## 출연

### 주연
- 비토리오 가스만
- 줄리아노 젬마
- 헬머 그리엄
- 필립 느와레

### 조연
- 자크 페랭
- 프란시스코 라발